# Ilona Bruzsenyák
Ilona Bruzsenyák [ˈilonɒ ˈbruʒɛɲaːk] (* 13. September 1950) ist eine ehemalige ungarische Leichtathletin. Bei einer Körpergröße von 1,65 m betrug ihr Wettkampfgewicht 56 kg.
Nachdem sie 1971 in Budapest mit 4897 Punkten ihre persönliche Bestleistung im Fünfkampf aufgestellt hatte, belegte sie bei den Olympischen Spielen 1972 in München mit 4419 Punkten Platz 8. Im Weitsprung wurde sie mit 6,39 Meter Zehnte.
Bei den Halleneuropameisterschaften 1973 in Rotterdam schied sie im Sprint über 60 Meter im Vorlauf aus. Im 60-Meter-Hürdenlauf wurde sie in 8,32 Sekunden Fünfte. Ein Jahr später in Göteborg belegte sie in 8,39 Sekunden den sechsten Platz. Bei den Europameisterschaften 1974 in Rom gewann sie den Wettbewerb im Weitsprung mit neuem ungarischen Landesrekord von 6,65 Meter vor Eva Šuranová aus der ČSSR, die 6,60 Meter sprang. Im Fünfkampf, der am nächsten Morgen begann, belegte sie mit 4399 Punkten Platz 6.
1976 bei den Olympischen Spielen in Montreal wurde Bruzsenyák im Fünfkampf mit 4193 Punkten Sechzehnte, im Weitsprung reichten ihre 6,02 Meter in der Qualifikation nicht für die Finalteilnahme aus.  